# جون هاميلتون فولتون
جون هاميلتون فولتون هو مصرفي كندي، ولد في 12 نوفمبر 1869 في Côte-des-Neiges ‏ في كندا، وتوفي في 26 سبتمبر 1927 في إيسيكس في الولايات المتحدة.